# Фурута, Ацуёси
Ацуёси Фурута (яп. 古田 篤良 Фурута Ацуёси, род. 27 октября 1952, Хиросима) — японский футболист, играл на позиции защитника. Выступал в сборной Японии.

## Выступления за сборную
Дебютировал в 1971 году в официальных матчах в составе национальной сборной Японии. В форме главной команды страны сыграл 32 матча.

## Статистика
Статистика выступлений в национальной сборной.
| Сборная Японии | Сборная Японии | Сборная Японии |
| год            | игр            | голов          |
| -------------- | -------------- | -------------- |
| 1971           | 1              | 0              |
| 1972           | 4              | 0              |
| 1973           | 3              | 0              |
| 1974           | 5              | 0              |
| 1975           | 11             | 0              |
| 1976           | 2              | 0              |
| 1977           | 0              | 0              |
| 1978           | 6              | 0              |
| всего          | 32             | 0              |